# Schlitz (miasto)
Schlitz – miasto w Niemczech, w kraju związkowym Hesja, w rejencji Gießen, w powiecie Vogelsberg.